# Pont Larocque
Le pont Larocque est un pont routier situé en Montérégie qui relie la municipalité de Saint-Stanislas-de-Kostka avec la ville de Salaberry-de-Valleyfield. C'est un pont-levis de type vertical dont la travée du centre monte pour laisser passer les bateaux puisque ce pont enjambe la voie maritime du fleuve Saint-Laurent (canal de Beauharnois). Le pont tire son nom du chemin qui en mène à l'accès du côté de Salaberry-de-Valleyfield, le chemin Larocque, lui-même nommé en l’honneur de Charles Larocque, commerçant, entrepreneur forestier et fondateur de la Municipalité de Saint-Louis-de-Gonzague.

## Description
Le pont est emprunté par la route 201 et par la route 132. Il comporte deux voies de circulation routière, en plus d'une voie ferrée. La hauteur libre est limitée est à 4,4 mètres.
Le pont mesure 962,88 mètres au total.
Le pont lève au gré du passage des bateaux dans la voie maritime. Un horaire des levées peut être consulté sur le site internet de la voie maritime du Saint-Laurent.

## Ressemblance
Le pont Larocque et le Pont Saint-Louis-de-Gonzague sont voisins et presque jumeaux. Lorsque l'un des ponts est levé, les usagers peuvent emprunter l'autre pont, n'étant pas synchronisés.